# تیزروک شش‌خطی
تیزروک شش‌خطی (نام علمی: Aspidoscelis sexlineatus) یک گونه مارمولک بومی ایالات متحده و مکزیک است.

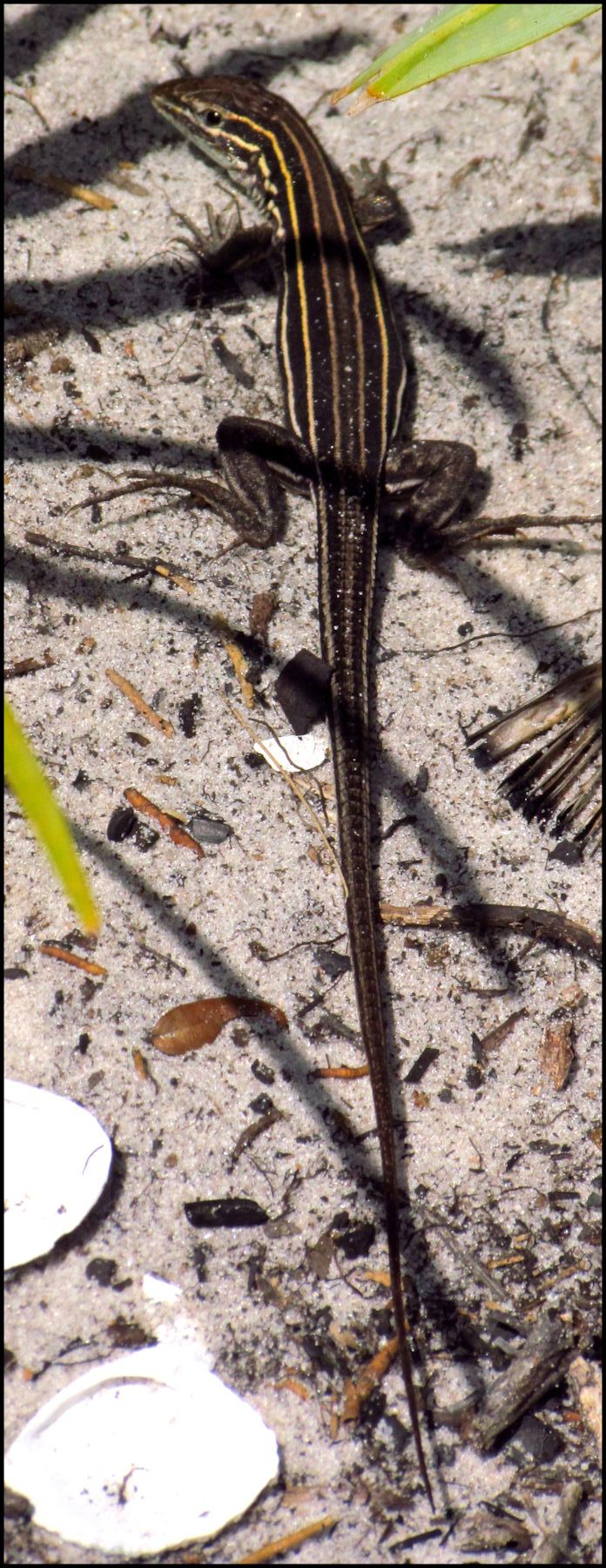
بالغ، ایندیالانتیکی، فلوریدا